# Мэйпл, Эрик
Э́рик Мэйпл (англ. Eric Maple; 1916, Эссекс — 1994) — британский фольклорист и писатель. Получил известность как исследователь колдовства и народной магии в конце XIX — начале XX века в Эссексе. Является первым  исследователем фольклора народных искусников Джеймса Мюррелла и Джорджа Пикингилла.

## Биография
Родился 1916 году в Эссексе в семье выходцев из Кента, а его мать была спиритическим медиумом. Имея скромное формальное образование он был человеком выбившимся из низов. В 1950 годах начал заниматься научной фольклористикой и решил применить её методологию для изучения народных преданий своего родного графства. Итоги этих исследований нашли своё отражение в четырёх статьях в «Folklore» — научном журнале Фольклорного общества. Эти же и другие работы Мэйпла были перепечатаны в Essex Countryside в серии «Легенды об Эссекских ведьмах». Фольклорист Алан В. Смит оценивал эти работы, как «возможно уникальный вклад в литературу по английскому колдовству. Полностью лишённые непонятного языка, они являются фольклорным сырьём, историями рассказанными действительно жившими людьми о до сих пор сохранившихся в памяти ведьмах и их делах».
Также перу Мэйпла принадлежат несколько научно-популярных книг о фольклоре и сверхъестественном, которые оказались достаточно финансово успешными для того, чтобы заняться исключительно писательским трудом. Хоть эти книги и избегали академических стандартов, Смит отмечал, что им недоставало «силы» ранних работ Мэйпла в журнале «Folklore».

## Сочинения

### Книги
- Maple E., Humberstone E. Mysterious Powers and Strange Forces. — Usborne Publishing[англ.], 1964. — (Supernatural guides). — ISBN 0860202453.
- Maple E. The Realm of Ghosts. — Robert Hale[англ.], 1964. — 205 p.
- Maple E. The Domain of Devils. — New York: A. S. Barnes[англ.], 1966. — 223 p.
- Maple E. The Complete Book of Witchcraft and Demonology: Witches, Devils, and Ghosts in Western Civilization. — New York: A. S. Barnes[англ.], 1966. — 205 p.
- Maple E. Magic, medicine & quackery. — Robert Hale[англ.], 1968. — 192 p.
- Maple E. Dark World of Witches. — Macmillan, 1971. — 205 p. — ISBN 0330103733.
- Maple E. Superstition and the superstitious. — South Brunswick; New York: A. S. Barnes[англ.], 1972. — 192 p. — ISBN 0-498-07431-5.
- Maple E. Witchcraft: The story of man's search for supernatural power. — London: Octopus Books[англ.], 1973. — 144 p.
- Maple E. The Magic of Perfume: Aromatics and their Esoteric Significance. — Samuel Weiser[англ.], 1973. — 64 p. — ISBN 0877282021.
- Maple E. The Ancient Art of Occult Healing. — Samuel Weiser[англ.], 1974. — 64 p. — ISBN 0877282315.
- Maple E. Origins: Superstitions and Their Meanings. — Reader's Digest, 1978.
- Maple E., Myring L. Haunted Houses, Ghosts & Spectres. — Rigby, 1979. — 64 p.
- Maple E., Humberstone E., Myring L. Supernatural World: „Mysterious Powers and Strange Forces“, „Haunted Houses, Ghosts and Spectres“ and „Vampires, Werewolves and Demons“. — Usborne Publishing[англ.], 1979. — 192 p. — (Supernatural guides). — ISBN 0860202925.
- Maple E. Supernatural England. — Fraser Stewart, 1993.

переводы на русский язык
- Мэйпл Э., Хамберстоун Э., Майринг Л. Путешествие в сверхъестественный мир: Вампиры, привидения и таинственные силы: Пер. с англ = Supernatural World: „Mysterious Powers and Strange Forces“, „Haunted Houses, Ghosts and Spectres“ and „Vampires, Werewolves and Demons“. — М.: Издательский дом «Росмэн», 1996. — 192 с. — 30 000 экз. — ISBN 5-7519-0419-2.

### Статьи
- Maple E. Cunning Murrell: A Study of a 19th Century Cunning Man in Hadleigh, Essex // Folklore[англ.]. Vol. 71, March 1960
- Maple E. Cunning Murrell // Folklore[англ.]. № 3. 1960.
- Maple E. The Witches of Canewdon // Folklore[англ.]. № 12. 1960.
- Maple E. A Witch Hunter in Modern Essex // Essex Countryside. Vol. 9. № 53, June 1961, p. 324
- Maple E. The Witches of Dengie // Folklore[англ.]. № 8. 1962.
- Maple E. Witchcraft and Magic in the Rochford Hundred // Folklore[англ.]. № 8. 1965.